# Élections législatives islandaises de 1931
Les élections législatives islandaises de 1931 ont lieu le 12 juin 1931. Le Parti du progrès arrive en tête du scrutin avec 23 sièges au Parlement.

## Résultats
| Partis                   | Partis                         | Voix     | %     | +/−  | Sièges par chambre | Sièges par chambre | Sièges par chambre | Sièges par chambre |
| Partis                   | Partis                         | Voix     | %     | +/−  | Basse              | +/−                | Haute              | +/−                |
| ------------------------ | ------------------------------ | -------- | ----- | ---- | ------------------ | ------------------ | ------------------ | ------------------ |
|                          | Parti de l'indépendance (D)    | 16 891   | 43,82 | Nv.  | 9                  | Nv.                | 6                  | Nv.                |
|                          | Parti du progrès (B)           | 13 844,5 | 35,92 | 4,51 | 16                 | 3                  | 7                  | 1                  |
|                          | Parti social-démocrate (A)     | 6 197,5  | 16,08 | 4,18 | 3                  | en stagnation      | 1                  | 1                  |
|                          | Parti communiste d'Islande (K) | 1 165    | 3,02  | Nv.  | 0                  | Nv.                | 0                  | Nv.                |
|                          | Indépendants                   | 446      | 1,16  | Nv.  | 0                  | Nv.                | 0                  | Nv.                |
|                          |                                |          |       |      |                    |                    |                    |                    |
| Votes valides            | Votes valides                  | 38 544   | 97,31 |      |                    |                    |                    |                    |
| Votes blancs et nuls     | Votes blancs et nuls           | 1 064    | 2,69  |      |                    |                    |                    |                    |
| Total                    | Total                          | 39 608   | 100   | –    | 28                 | en stagnation      | 14                 | en stagnation      |
| Abstentions              | Abstentions                    | 11 009   | 21,75 |      |                    |                    |                    |                    |
| Inscrits / participation | Inscrits / participation       | 50 617   | 78,25 |      |                    |                    |                    |                    |